# Манявська сільська рада
| Манявська сільська рада — орган місцевого самоврядування у Богородчанському районі Івано-Франківської області з адміністративним центром у с. Манява. Сільській раді підпорядковані населені пункти: - с. Манява - с-ще Бойки |

## Склад ради
Рада складається з 24 депутатів та голови.

### Керівний склад ради
| ПІБ                               | Основні відомості                                   | Дата обрання | Дата звільнення |
| --------------------------------- | --------------------------------------------------- | ------------ | --------------- |
| Рудько Віктор Дмитрович           | Сільський голова, 1969 року народження, освіта      | 31.10.2010   | 25.10.2015      |
| Монастирецький Володимир Іванович | Сільський голова, 1962 року народження, освіта вища | 25.10.2015   |                 |

Примітка: таблиця складена за даними джерела